# ふぁみまっ!
『ふぁみまっ!』は、九辺ケンジによる日本のライトノベル。イラストは鶴崎貴大が担当。GA文庫（ソフトバンククリエイティブ）より2010年4月から2014年12月まで刊行された。第2回GA文庫大賞奨励賞受賞作。

## ストーリー
平凡な中学生の大滝和己の元に、両親から大きな荷物が届けられた。開封すると、中に入っていたのは1人の少女だった。サブリナと名乗るその少女はマフィアの隠し子であり、ある事情から和己の両親に保護されていたのだった。突然のことながら、サブリナが和己の実の両親が養女に迎えることになっていた娘ということで、2人は兄妹扱いで同じ家で暮らすことになったが、常識を知らないサブリナの行動に和己は振り回されることになる。そこにサブリナを追ってきた者が現れ、複雑な事情が彼らを取り巻いていく。

## 登場人物
大滝 和己（おおたき かずき）
本編の主人公で、平凡な中学生の少年。
サブリナ
和己の元に送られてきた少女。マフィアの隠し子で、マフィアのボスの遺言により和己の両親に保護されていた。
木ノ下 沙希（きのした さき）
和己のクラスメイトの少女。人柄の良さで校内でも好かれており、男子生徒からの告白も多い。
橘 いずな（たちばな いずな）
和己の家の近所の教会に赴任してきたシスター。いつも腹を空かせており、大量の食糧をあっさりと平らげる胃袋を持つ。

## 既刊一覧
- 九辺ケンジ（著） / 鶴崎貴大（イラスト） 『ふぁみまっ!』 ソフトバンククリエイティブ〈GA文庫〉、全9巻
  1. 2010年4月30日初版第一刷発行（4月15日発売[2]）、ISBN 978-4-7973-5957-2
  2. 2010年8月31日初版第一刷発行（8月15日発売[3]）、ISBN 978-4-7973-6080-6
  3. 2011年1月31日初版第一刷発行（1月15日発売[4]）、ISBN 978-4-7973-6154-4
  4. 2011年5月31日初版第一刷発行（5月15日発売[5]）、ISBN 978-4-7973-6512-2
  5. 2011年10月15日初版第一刷発行（10月15日発売[6]）、ISBN 978-4-7973-6697-6
  6. 2012年4月30日初版第一刷発行（4月15日発売[7]）、ISBN 978-4-7973-6887-1
  7. 2012年10月31日初版第一刷発行（10月15日発売[8]）、ISBN 978-4-7973-7187-1
  8. 2014年11月30日初版第一刷発行（11月15日発売[9]）、ISBN 978-4-7973-7665-4
  9. 2014年12月31日初版第一刷発行（12月15日発売[10]）、ISBN 978-4-7973-8205-1